# Kim Ok-cheol
En aquest nom coreà, el cognom és Kim.
Kim Ok-cheol (16 de novembre de 1994) és un ciclista sud-coreà, que combina la carretera amb la pista. Ha participat en els Jocs Olímpics de 2016.

## Palmarès en pista
- 2015
  -  Campió de Corea del Sud en persecució per equips

## Palmarès en ruta
- 2015
  -  Campió de Corea del Sud sub-23 en ruta
- 2016
  - Vencedor d'una etapa al Tour de Tailàndia
  - Vencedor d'una etapa al Tour de Fuzhou